# Seznam slovenskih pravičnih med narodi
Seznam slovenskih pravičnih med narodi zajema Slovence, ki jim je izraelski uradni spomenik žrtvam holokavsta Jad Vašem podelil naziv pravični med narodi, ki se podeljuje Nejudom za tveganje lastnih življenj pri nesebičnem reševanju Judov pred nacističnim iztrebljanjem.

## Seznam
| Leto | Št.     | Ime                                              | Rojen, umrl                                 | Kraj reševanja          | Podlaga za imenovanje |
| ---- | ------- | ------------------------------------------------ | ------------------------------------------- | ----------------------- | --- |
| 1975 | 960     | Zora Pičulin                                     |                                             | Skopje                  | Zora Pičulin, varuška iz Ljubljane, je bila zaposlena v hiši judovske družine Gatenjo iz Skopja kot varuška njihovega edinca Shaula. Ko so bili slovenski Judje marca 1943 deportirani v Koncentracijsko taborišče Treblinka, je Zora pobrala dveinpolletnega Shaula Gatenja, ki je bil v bolnišnici zaradi hudega vnetja ušes, in se z njim skrila v samostan v Skopju. Potem se je z njim preselila v majhen samostan v Letnici, kjer sta lahko živela do konca vojne, Pičulinova pa je delala kot čistilka in kuharica. |
| 1987 | 3454    | Uroš Žun                                         | 6. marec 1903 4. maj 1977                   | Maribor                 | Uroš Žun je bil januarja 1941 načelnik obmejne policije v Mariboru v Jugoslaviji. Omogočil je vstop skupine 16 nemško-judovskih deklet v Jugoslavijo proti izrecnim navodilom polfašistične vlade v Beogradu. Mlade, ki so se želeli izseliti v Palestino, so s pomočjo tamkajšnje judovske skupnosti nastanili v hotelu, po dveh tednih – v organizaciji Zuna – pa so našli nastanitev v begunskem taborišču Krško in nato v Lesnem Brdu pri Ljubljani. Po nadaljnjih postajah v Italiji (Villa Emma) in Švici so junija 1945 lahko odšli v Palestino. |
| 1993 | 5804    | Boris Dolinar Žarko Dolinar בוריס וז'ארקו דולינר | 3. julij 1920 9. marec 2003 (Žarko Dolinar) | Koprivnica, Zagreb      | Med Drugo svetovno vojno in štiri leta med NDH je Žarko Dolinar skupaj z bratom Borisom ponarejal potne liste in nekatere druge dokumente; na ta način sta pomagala več kot 360 Judom in jim rešila življenje; saj so se lahko umaknili preganjanju in odšli v kako svobodno deželo. Ustaške oblasti so za to vedele, a so ju pustile pri miru. Prijeli so očeta Jakoba in ga razrešili sodniške službe, a brata sta lahko nemoteno nadaljevala svoje človekoljubno delovanje. Na pobudo skupine preživelih Judov so brata v Izraelu razglasili 1993. leta za Pravična med narodi. |
| 1998 | 7926.1  | Ivan Breskvar                                    | 3. april 1905 7. maj 1986                   | Varaždin, Cerje Nebojse | Ivan Breskvar, inženir iz Ljubljane, je delal v tekstilni tovarni v Varaždinu in tam spoznal judovskega kemika Milana Blassa. Breskvar je Blassu pomagal rešiti tetinega petmesečnega sina Vedrana Haryja in sestrinega štiriletnega sina Arturja Rosnerja pred deportacijo v Auschwitz. Breskvar je otroka enega za drugim s kolesom odpeljal v 50 kilometrov oddaljeno vas Cerje Nebojse, kjer so bili pri družini Kumrić skriti do konca vojne. |
| 2000 | 8676    | Martina Levec Marković                           | 1920 ?                                      | Zemun                   | Martina Levec Marković, učiteljica v Zemunu, je od avgusta 1942 na podstrešju hiše odsotnih staršev tri mesece skrivala tri judovske mladeniče in pripadnike protifašističnega ilegale. V tem času so bili v hiši nastanjeni štirje nemški častniki. |
| 2001 | 9193    | Andrej Tumpej                                    | 29. november 1886 5. marec 1973             | Beograd                 | Andrej Tumpej, salezijanski duhovnik v Beogradu, je pridobil ponarejene osebne izkaznice s slovenskimi imeni za Antonio Kalef in njeni hčerki Lidijo in Rahelo Kalef, s čimer so tri Judinje preživele nemško preganjanje. |
| 2001 | 9848    | Ivan Župančič                                    |                                             | Banja Luka              | Ivan in Ljubica Župančič sta poleti in jeseni 1942 v svoji hiši v Banja Luki skrivala devetletnega judovskega dečka Dana Stockhamerja. |
| 2001 | 9848    | Ljubica Župančič                                 |                                             | Banja Luka              | Ivan in Ljubica Župančič sta poleti in jeseni 1942 v svoji hiši v Banja Luki skrivala devetletnega judovskega dečka Dana Stockhamerja. |
| 2001 | 9848    | Olga Rajšek Neumann                              | ? 1. januar 2008                            | Zagreb                  | Olga Neumann je od jeseni 1942 več mesecev v Zagrebu skrivala devetletnega judovskega dečka Dana Stockhamerja. Vendar je fanta izdal sosed in ga poslal v zapor. Olga je po zagrebškem nadškofu Alojziju Stepincu dosegla njegovo izpustitev, ga dala krstiti in namestiti v dom za brezdomne otroke. Tam ga je obiskovala do konca vojne. |
| 2003 | 10123   | Ludvik Valentinčič                               | ? 30. december 1944                         | Zagreb                  | Poleti 1944 sta Ludvik Valentinčič in njegova žena Vera iz Zagreba v svoji hiši skrila judovsko begunko Sylvio Susano Knoll z Dunaja. |
| 2003 | 10123   | Vera Valentinčič                                 | 1920 ?                                      | Zagreb                  | Poleti 1944 sta Ludvik Valentinčič in njegova žena Vera iz Zagreba v svoji hiši skrila judovsko begunko Sylvio Susano Knoll z Dunaja. |
| 2004 | 10287   | France Punčuh                                    | 26. september 1902 9. september 1944        | Varšava                 | Franjo Puncuh, ki je po študiju ekonomije na varšavski univerzi delal kot trgovski ataše na jugoslovanskem konzulatu in nato od leta 1938 kot častni konzul pri jugoslovanskem predstavništvu v Varšavi, je bil poročen z Judinjo Janko Glocer in imel z njo otroka. Potem ko je Nemčija leta 1939 okupirala Poljsko, je Puncuh navidezno prevzel posle judovskih družin Königstein in Meszorers, da bi Nemcem preprečil zaplembo podjetij. Po ustanovitvi varšavskega geta 15. novembra 1940 je svoje tamkajšnje judovske prijatelje oskrboval z denarjem in organiziral pobeg številnih Judov iz geta. Begunce je začasno nastanil v skrivališču v svojem stanovanju, zanje iskal skrivališča pri poljskih družinah v mestu in jih oskrboval s hrano. Septembra 1944 je bil Puncuh ubit med varšavsko vstajo in pokopan na pokopališču Powazki v Varšavi. |
| 2004 | 10383   | Rudi Roter                                       | 1897 1. januar 1959                         | Potomje                 | Rudi Roter, znani sarajevski novinar protifašističnih nazorov, se je po nemškem napadu na Jugoslavijo aprila 1941 in ustanovitvi Neodvisne države Hrvaške z družino vrnil v svoj rojstni kraj, v vas Potomje pri Dubrovniku, ki je bila pod italijanskim nadzorom. Ko se je začelo preganjanje Judov s strani ustašev, je Roter pomagal judovskemu kolegu Albertu Kohenu, njegovi ženi Loti Kohen in njuni hčerki Miri Kohen. Odpotoval je v hrvaško cono, pripeljal družino Kohen v svoj rojstni kraj in organiziral skrivališče pri Kati Peruša in nato pri Franetu Radoviću. Pozneje je Roter tri ubežnike odpeljal v vas Trpanj na Pelješkem polotoku, kjer je Abo Kohen stopil v vrste Titovih partizanov. |
| 1987 | 3454    | Uroš Žun                                         | 6. marec 1903 4. maj 1977                   | Maribor                 | Uroš Žun je bil januarja 1941 načelnik obmejne policije v Mariboru v Jugoslaviji. Omogočil je vstop skupine 16 nemško-judovskih deklet v Jugoslavijo proti izrecnim navodilom polfašistične vlade v Beogradu. Mlade, ki so se želeli izseliti v Palestino, so s pomočjo tamkajšnje judovske skupnosti nastanili v hotelu, po dveh tednih – v organizaciji Zuna – pa so našli nastanitev v begunskem taborišču Krško in nato v Lesnem Brdu pri Ljubljani. Po nadaljnjih postajah v Italiji (Villa Emma) in Švici so junija 1945 lahko odšli v Palestino. |
| 2010 | 11707   | Smiljan Čekada                                   | 29. november 1902 18. januar 1976           | Skopje                  | Leta 2010 je bil vrhbosenski nadškof Smiljan Franjo Čekada posthumno razglašen za Pravičnega med narodi, s katerim je Izrael potrdil, da je med službovanjem kot skopski škof reševal Jude za ceno lastnega življenja iz koncentracijskih taborišč druge svetovne vojne. Medalja Pravični med narodi je bila podeljena še živečim dedičem brata Vladimirja ob odprtju Spominskega centra holokavsta v Skopju 10. marca 2011. Že od začetka druge svetovne vojne je javno nasprotoval rasizmu in si prizadeval za pomoč preganjanjim in ogroženim, zlasti Judom, ki jih je nacizem hotel iztrebiti. Kot škof v Skopju je proti preganjanju spregovoril v pridigah in odgovornim pošiljal brezuspešno protestna pisma; uspelo pa mu je pomagati nekaterim otrokom v smrt odpeljanih staršev, ki se niso več vrnili. Najmanj štiri dečke je dal v oskrbo in vzgojo svojim duhovnikom. Nastanil jih je na Kosovem v nunske samostane, zlasti v od radovednih oči skrito in odročno božjepotno Letnico. Škof Čekada je sam posvojil deklico Eriko Weingruber, za katero je očetovsko skrbel in jo dal k redovnicam v Janjevo. Med rešenimi dečki sta bila tudi Saul Gatenho (*1940) in Albert Musafia (*1936). |
| 2016 | 13255   | Mihael Rožanc (sbi)                              | 25. november 1885 23. avgust 1971           | Ljubljana               | Elizabeta Horvath (rojena Rožanc) je bila varuška zakoncev Ladislava Zajca in Regine Steinberg in je skrbela za njunega napol judovskega sina Tomaža. Potem ko so bili Reginini judovski starši konec leta 1943 že deportirani, sta bila septembra 1944 aretirana tudi Regina in Ladislav, ki ni bil Jud. Sin Tomaž se je izognil aretaciji, ker ga je Elizabeta izdajala za svojega nezakonskega otroka, ga pripeljala k staršema Mihaelu in Emi Rožanc in ga tam skrivala do konca vojne. |
| 2016 | 13255   | Ema Rožanc                                       |                                             | Ljubljana               | Elizabeta Horvath (rojena Rožanc) je bila varuška zakoncev Ladislava Zajca in Regine Steinberg in je skrbela za njunega napol judovskega sina Tomaža. Potem ko so bili Reginini judovski starši konec leta 1943 že deportirani, sta bila septembra 1944 aretirana tudi Regina in Ladislav, ki ni bil Jud. Sin Tomaž se je izognil aretaciji, ker ga je Elizabeta izdajala za svojega nezakonskega otroka, ga pripeljala k staršema Mihaelu in Emi Rožanc in ga tam skrivala do konca vojne. |
| 2016 | 13255   | Elizabeta Savica Rožanc Horvath                  | 5. april 1920 12. junij 2009                | Ljubljana               | Elizabeta Horvath (rojena Rožanc) je bila varuška zakoncev Ladislava Zajca in Regine Steinberg in je skrbela za njunega napol judovskega sina Tomaža. Potem ko so bili Reginini judovski starši konec leta 1943 že deportirani, sta bila septembra 1944 aretirana tudi Regina in Ladislav, ki ni bil Jud. Sin Tomaž se je izognil aretaciji, ker ga je Elizabeta izdajala za svojega nezakonskega otroka, ga pripeljala k staršema Mihaelu in Emi Rožanc in ga tam skrivala do konca vojne. |
| 2017 | 13518.1 | Aleksander Žilavec                               |                                             | Andrejci                | Aleksander in Agnes Žilavec sta v Andrejcih skrivala juda Mirka Hirschla. |
| 2017 | 13518.1 | Agnes Žilavec                                    |                                             | Andrejci                | Aleksander in Agnes Žilavec sta v Andrejcih skrivala juda Mirka Hirschla. |
| 2017 | 13518.2 | Jožef Fartelj                                    |                                             | Tešanovci               | Jožef, Marija in Franc Fartelj so v Tešanovcih skrivali juda Mirka Hirschla. |
| 2017 | 13518.2 | Marija Fartelj                                   |                                             | Tešanovci               | Jožef, Marija in Franc Fartelj so v Tešanovcih skrivali juda Mirka Hirschla. |
| 2017 | 13518.2 | Franc Fartelj                                    |                                             | Tešanovci               | Jožef, Marija in Franc Fartelj so v Tešanovcih skrivali juda Mirka Hirschla. |
| 2021 | 14119   | Ana Božič                                        |                                             | Zagreb, Ljubljana       | Anina dejavnost je bila priskrbetje ponarjenih osebnih dokumentov in ilegalen prevoz. |

## Kandidati
- Ludvik Cigüt
- Julij Kontler
- Ciril Kotnik
- Andrej Vendramin[24]
- Gregorij Rožman je zaslužen za rešitev med 1300 in 1500 Judov, ki so med 2. svetovno vojno bežali čez Ljubljansko pokrajino; pobudo je podal zgodovinar Renato Podbersič med drugim 16. novembra 2019 na Simpoziju ob 60-letnici smrti dr. Gregorija Rožmana[25]
- Edvard Bobek (*1919), slovenski podjetnik, lastnik edine livarne v takratni Jugoslaviji z imenom "Radijator", v Velikem Bečkereku (danes Zrenjanin), je denarno pomagal svojim zaposlenim judovskega rodu, da so se pred preganjanjem lahko skrivali v Beogradu